# Mylabris delhiensis
Mylabris delhiensis is een keversoort uit de familie van oliekevers (Meloidae). De wetenschappelijke naam van de soort is voor het eerst geldig gepubliceerd in 1984 door Anand.